# Tahiti

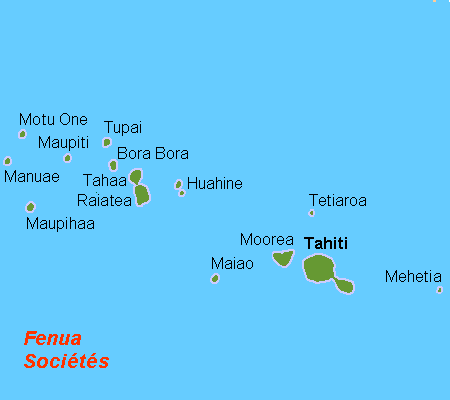
Tahiti và quần đảo Sociéte

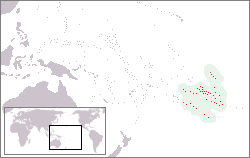
Polynésie thuộc Pháp

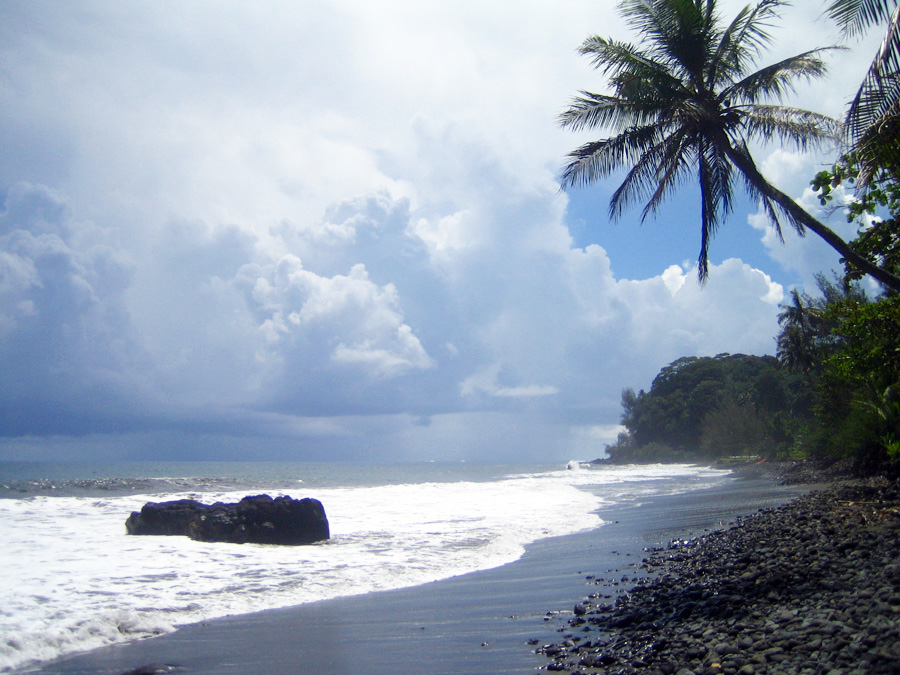
Tahiti nổi tiếng với những bãi biển cát đen

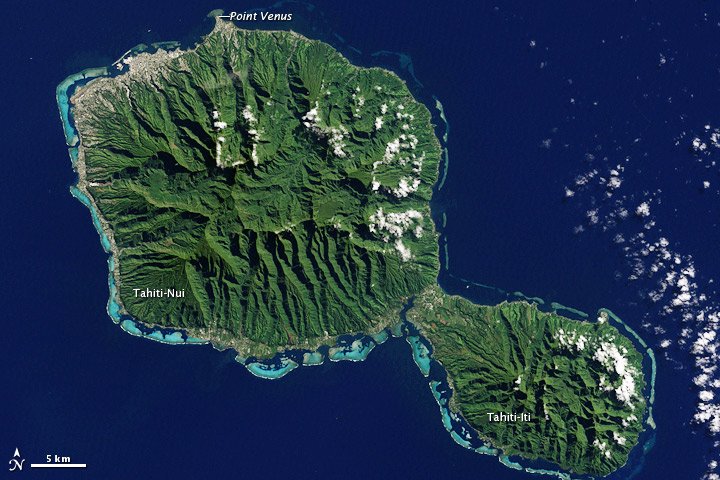

Tahiti là hòn đảo lớn nhất của Polynésie thuộc Pháp, nằm ở phía nam Thái Bình Dương. Đây là trung tâm kinh tế, văn hóa và chính trị của Polynésie thuộc Pháp. Hòn đảo được hình thành từ hoạt động của núi lửa với các rạn san hô bao quanh. Dân số đảo là 178.133 (tổng điều tra 2007), đây là đảo đông dân nhất của Polynésie thuộc Pháp và chiếm 68,6% của tổng dân số của vùng lãnh thổ. Tahiti là trước đây gọi là Otaheite.
Thủ phủ Papeete, nằm về phía bờ biển tây bắc, có sân bay quốc tế duy nhất trong khu vực là Sân bay quốc tế Faa'a, cách 5 km từ trung tâm thủ phủ. Người Polynesia định cư tại Tahiti trong khoảng từ năm 300 đến năm 800 sau Công nguyên. Người Tahiti bản địa chiếm khoảng 70% dân số của đảo là với phần còn lại là người châu Âu, người Hoa và người lai (Demis). Hòn đảo được tuyên bố là một thuộc địa của Pháp vào năm 1880 mặc dù cho đến 1946, người Tahiti bản địa mới chính thức là những công dân Pháp. Tiếng Pháp là ngôn ngữ chính thức duy nhất mặc dù các tiếng Tahiti (Reo Tahiti) được sử dụng rộng rãi.

## Địa lý

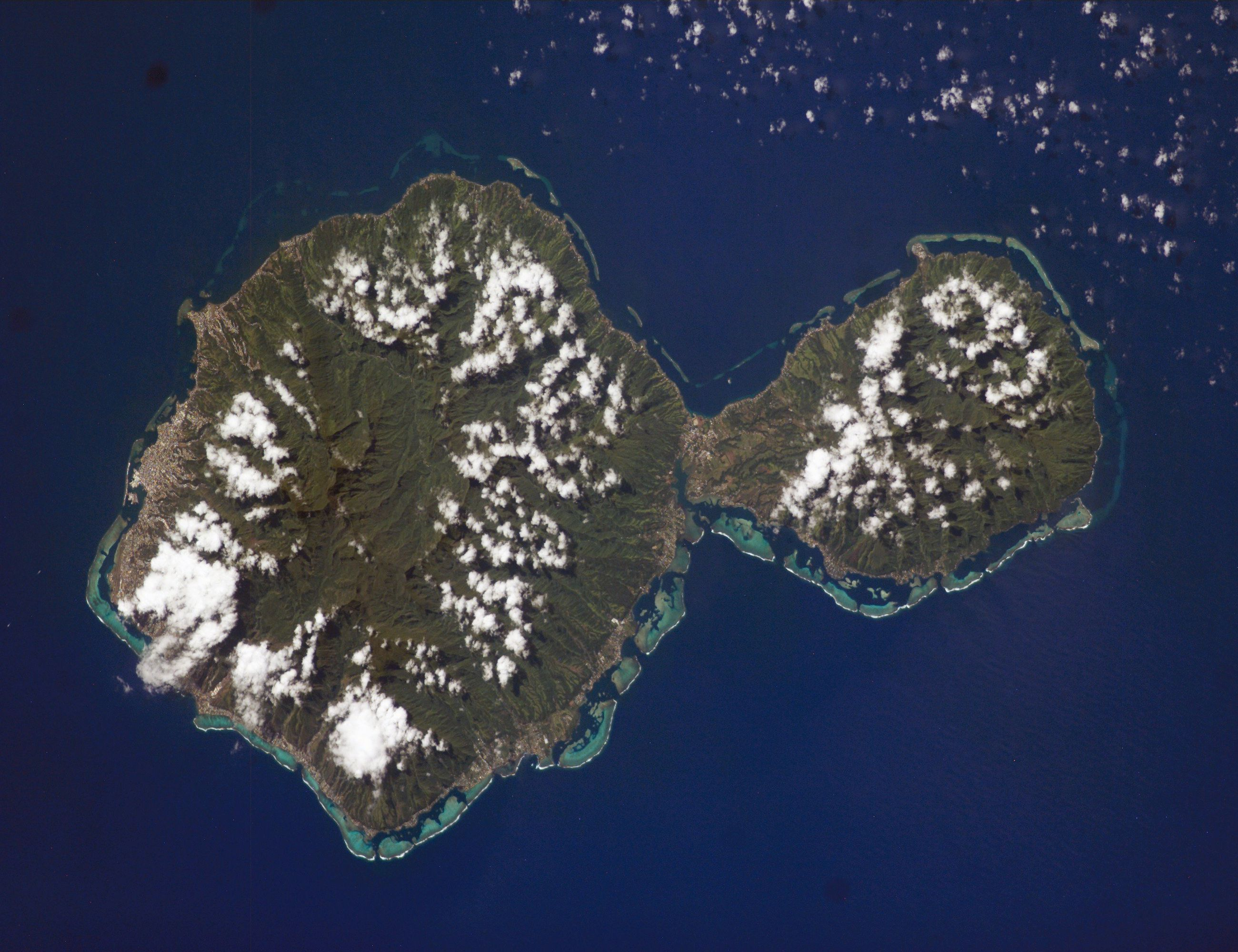
Tahiti nhìn từ vệ tinh

Tahiti là hòn đảo cao nhất và lớn nhất của Polynésie thuộc Pháp. Cách Hawaii 4.400 km (2.734,03 mi) về phía nam, cách Chile 7.900 km (4.908,83 mi) về phía tây và cách Úc 5.700 km (3.541,82 mi) về phía đông. Cách lãnh thổ của Mẫu quốc Pháp 15.000 km với thời gian chậm hơn là 11 giờ vào mùa đông và 12 giờ vào mùa hè.
Phần tây bắc đảo được gọi là Tahiti Nui ("Tahiti lớn"), phần đông nam là Tahiti Iti ("Tahiti nhỏ") hay bán đảo Taiarapu. Tahiti Nui có đa số dân sinh sống dọc theo bờ biển, nhất là quanh thủ phủ Papeete. Khu vực nội địa của Tahiti Nui hầu như không có dân cư sinh sống.  Tahiti Iti vẫn còn biệt lập.
Với diện tích 1.042 km², Tahiti là hòn đảo lớn nhất của Polynésie thuộc Pháp. Hòn đảo này đạt đến một độ dài tối đa 60 km (trên đường chéo về phía tây bắc - đông nam), và chiều rộng lớn nhất 30 km về hướng đông-tây. Tổng chu vi của đảo đạt 190 km và riêng của Tahiti Nui 120 km.

### Khí hậu
Khí hậu của Tahiti nói chung mang tính nhiệt đới, có hai mùa chính:
- Mùa mưa, tháng 11 đến tháng 4
- Mùa khô, tháng năm đến tháng 10

|          | Tháng 1. | Tháng 2. | Tháng 3. | Tháng 4. | Tháng 5. | Tháng 6. | Tháng 7. | Tháng 8. | Tháng 9. | Tháng 10. | Tháng 11. | Tháng 12. |
| -------- | -------- | -------- | -------- | -------- | -------- | -------- | -------- | -------- | -------- | --------- | --------- | --------- |
| Nhiệt độ | 27,6     | 28,5     | 28,5     | 28       | 27,4     | 26,6     | 25,4     | 26       | 26       | 26,3      | 26,9      | 26,4      |

## Hành chính

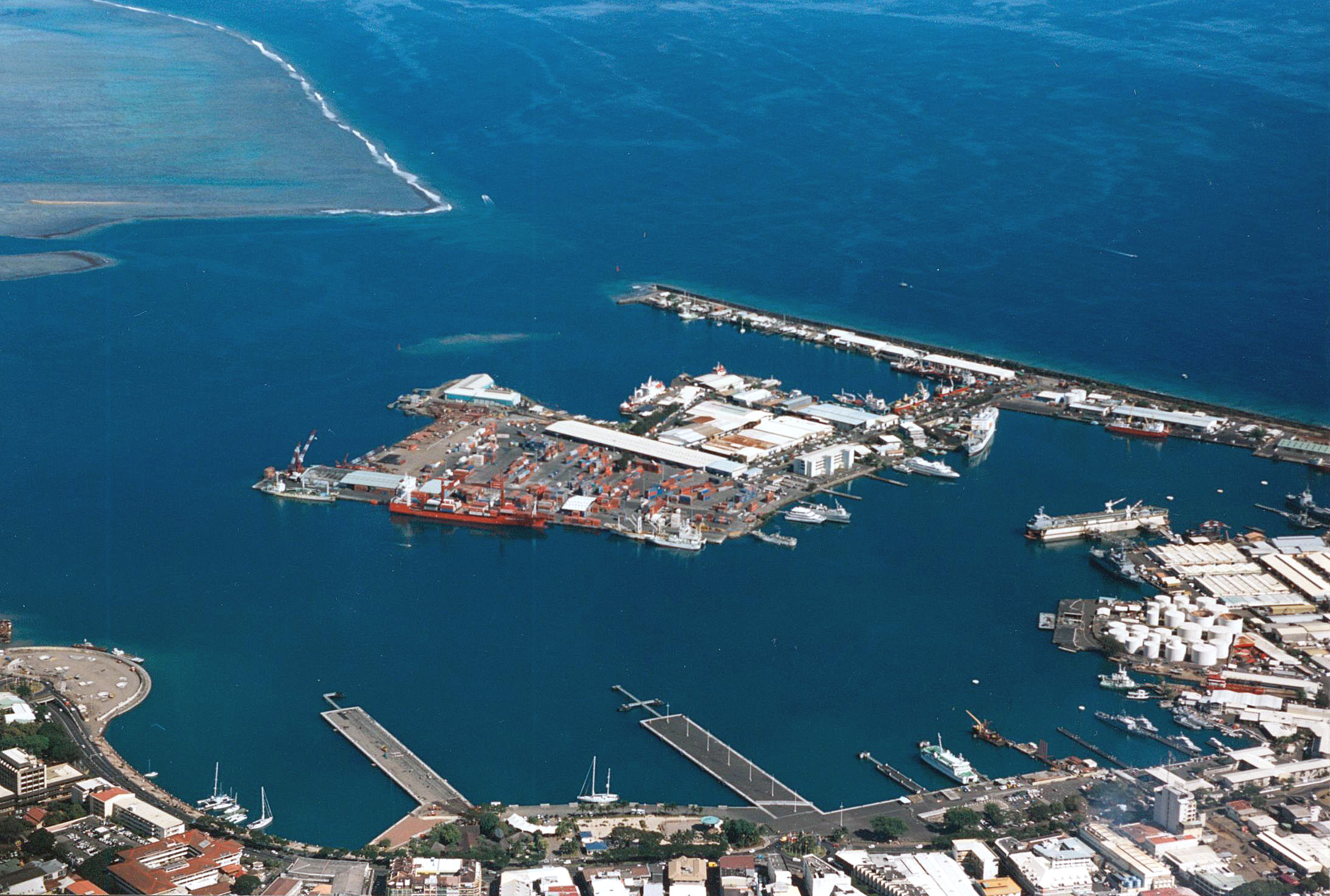
Cảng Papeete

Tahiti là đảo đông dân nhất tại Polynesia thuộc Pháp. Do vậy, trong điều tra dân số 2007, với 259.706 người dân toàn vùng lãnh thổ, Tahiti có 178.173, hoặc 70% dân số gần lãnh thổ. Có sự tương phản tương phản giữa khu vực đô thị quanh Papeete và vùng ven biển đông dân cư và phát triển, với khu vực nội địa gần như hoang sơ. Hòn đảo này có 12 đơn vị hành chính tương ứng với thị xã, khu phố: là
- Papeete
- Pirae
- Arue
- Mahina
- Hitia'a O Te Ra
- Taiarapu Đông
- Taiarapu Tây
- Teva I Uta
- Papara
- Paea
- Punaauia
- Faa

## Kinh tế

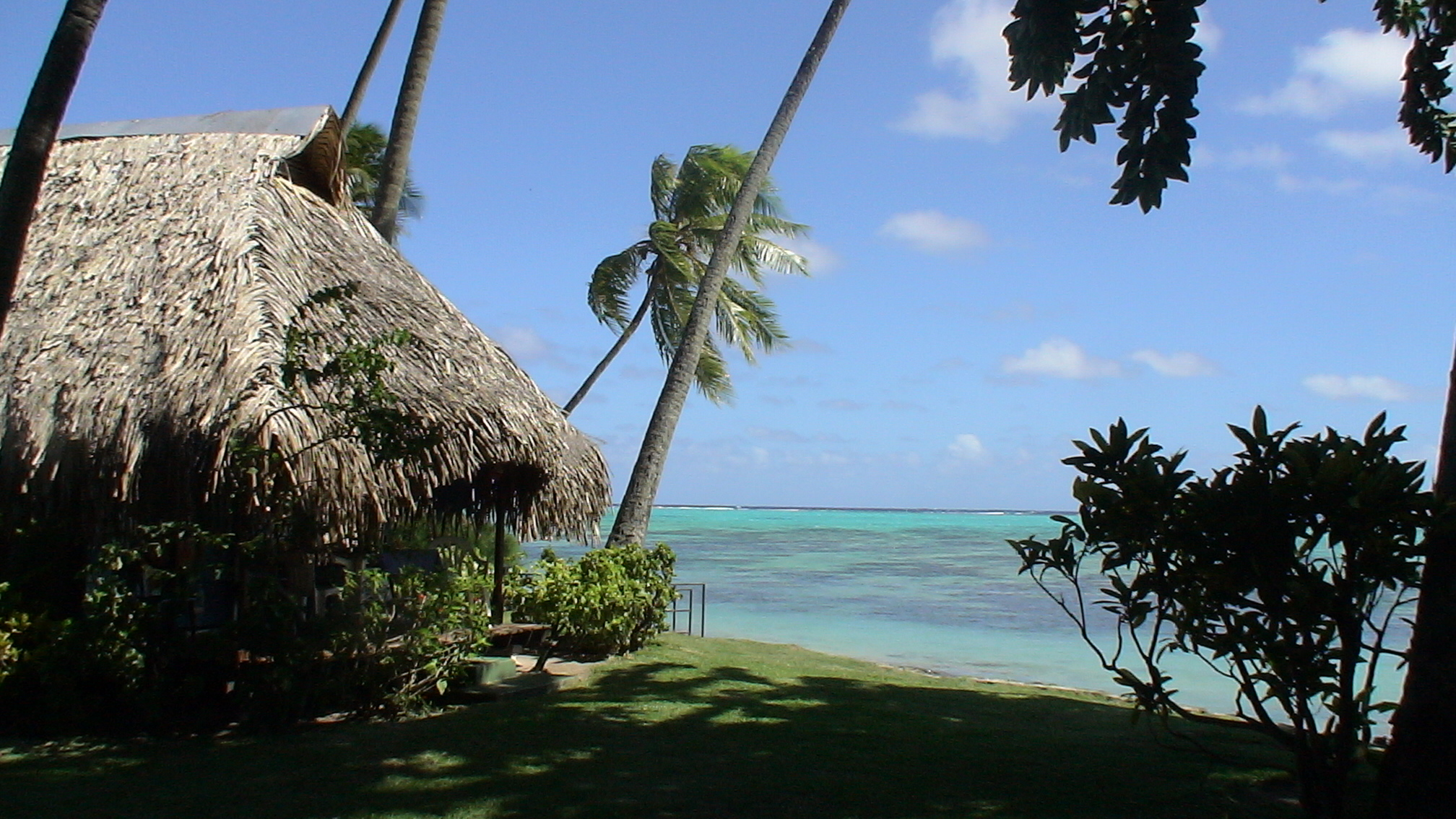
Bờ biển Tahiti

Du lịch là một ngành công nghiệp quan trọng, du khách chủ yếu là đến đảo Bora Bora và Moorea lân cận.
Sau khi thành lập CEP (Trung tâm Thí nghiệm Thái Bình Dương)(Centre d'Experimentation du Pacifique) vào năm 1963, mức sống tại Polynesia thuộc Pháp tăng lên đáng kể và nhiều người Polynesia đã từ bỏ các công việc truyền thống và di cư đến các trung tâm đô thị. Mặc dù mức sống được nâng lên (do chủ yếu do đầu tư FDI của Pháp), nền kinh tế phụ thuộc vào nhập khẩu. Sau khi ngừng hoạt động của CEP, Pháp đã ký hiệp ước với Tahiti để bồi thường thiệt hại về nguồn lực tài chính và hỗ trợ về giáo dục và du lịch với vốn đầu tư khoảng 150 triệu USD một năm vì những ảnh hưởng từ những vụ thử bom hạt nhân trước đây của Trung tâm, kể từ đầu năm 2006. Các đối tác thương mại chính là Pháp với khoảng 40% hàng nhập khẩu và 25% về kim ngạch xuất khẩu, các đối tác khác là Hoa Kỳ, Nhật Bản, Australia và New Zealand.

## Dân cư

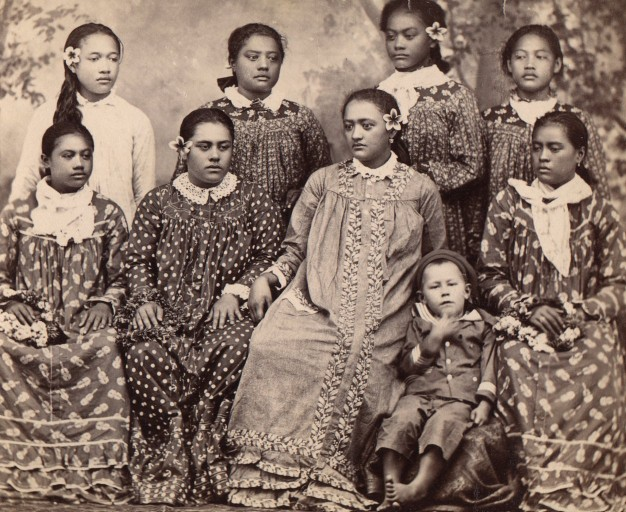
Người Tahiti

Dân cư Tahiti chia làm 4 nhóm:
- Người Tahiti bản địa
- Người gốc châu Âu
- Người Hoa
- Người lai (Demis)

|                      | 1956   | 1962   | 1967   | 1971    | 1977    | 1983    | 1996    | 2002    | 2007    |
| -------------------- | ------ | ------ | ------ | ------- | ------- | ------- | ------- | ------- | ------- |
| Thành phố Papeete    | 29 000 | 35 500 | 49 300 | 65 200  | 77 800  | 93 300  | 115 759 | 127 327 | 131 715 |
| Đảo Tahiti           | 37 400 | 45 400 | 61 500 | 75 500  | 95 600  | 115 800 | 150 721 | 169 333 | 178 173 |
| Polynésie thuộc Pháp | 76 300 | 84 600 | 98 400 | 110 200 | 137 400 | 166 800 | 219 251 | 244 830 | 259 706 |